# Kutînok, Zaricine
Kutînok (în ucraineană Кутинок) este un sat în comuna Kutîn din raionul Zaricine, regiunea Rivne, Ucraina.

## Demografie
Componența lingvistică a localității Kutînok
     Ucraineană (100%)
Conform recensământului din 2001, toată populația localității Kutînok era vorbitoare de ucraineană (100%).